# دوناتلا دامیانی
دوناتلا دامیانی (ایتالیایی: Donatella Damiani؛ زادهٔ ۳ ژوئن ۱۹۵۸) مدل و بازیگر اهل ایتالیا است.
از فیلم‌هایی که وی در آن نقش داشته‌است، می‌توان به شب‌های داغ کالیگولا، شهر زنان، چگونه معلم‌تان را از راه بدر کنید و عسل اشاره کرد.